# Adiel Debeuckelaere
Adiel Debeuckelaere (Handzame, 12 december 1888 - Ninove, 15 februari 1979) was een Belgisch Vlaams-nationalistisch politicus voor het Vlaamsche Front. Tevens was hij tijdens de Eerste Wereldoorlog een van de initiatiefnemers van de Frontbeweging.

## Levensloop

### Tot en met de Eerste Wereldoorlog
Debeuckelaere groeide op in de Rodenbachtraditie. Na zijn middelbare studies aan het Sint-Vincentiuscollege in Ieper, studeerde hij in 1911 af in de klassieke filologie aan de Gentse universiteit en promoveerde er tot doctor in de wijsbegeerte en letteren met een proefschrift over de hagiografische teksten gewijd aan Constantijn de Grote. Hij studeerde verder nog in Marburg, Leiden en Rijsel. Hij gaf ook ad interim les in de athenea van Gent, Aat, Verviers en Brugge. In april 1913 werd hij leraar aan het Gentse Atheneum. Tijdens zijn studies in Ieper was hij actief in de studentenbeweging en in Aat was hij actief bij de taalgrensbeweging. Ook was hij lid en sinds 1912 algemeen secretaris van het Katholiek Vlaamsch Oud-Hoogstudentenverbond.
Toen de Eerste Wereldoorlog begon werd hij voor het leger opgeroepen. Hij weigerde de officierenopleiding te volgen en werd korporaal. Hij behoorde tot de intellectuelen die tijdens de oorlog aan het IJzerfront de sociaal-culturele actie onder de frontsoldaten organiseerde. Deze actie was Vlaams-nationalistisch en katholiek getint en wilde de flamingantische opinie van de soldaten versterken. Debeuckelaere trad toe tot de redactieraad van De Belgische Standaard en in 1916 voerde hij besprekingen om het blad voor een radicaler Vlaams standpunt te winnen, wat echter mislukte. Vervolgens onderhandelde hij met de uitgever van Ons Vaderland, dat de spreekbuis van de radicale Vlaamsgezinde soldaten werd.
In het najaar van 1916 richtte Debeuckelaere als "ruwaard" (leider) de Frontbeweging op. Deze organisatie diende als politieke drukkingsgroep. Zo schreef hij bijvoorbeeld een eerste van vele Open Brieven aan koning Albert I. Debeuckelaeres inzet leidde ook tot wat men de affaire van "Sublieme Deserteurs" is gaan noemen. Op 18 september 1918 werd hij door de Duitsers gevangengenomen tijdens gevechten in Bikschote en naar Duitsland gevoerd. Men hoopte hem te kunnen gebruiken voor hun propaganda. Debeuckelaere hield de boot echter af, ook tegenover de activisten.

### Het interbellum
Na zijn terugkeer uit het krijgsgevangenenkamp werd hij aanvankelijk opnieuw actief in de katholieke Vlaamse studentenbeweging. Tevens was hij medestichter van het Verbond der Vlaamsche Oudstrijders. In februari 1919 werd Debeuckelaere leraar aan het atheneum in Brugge waar hij in september ontslag nam toen hij aangesteld werd als secretaris van Het Vlaamsche Front. De eerder pragmatisch ingestelde Debeuckelaere zag zijn partij als een manier om op de Belgische politiek te wegen. Hij behoorde bijvoorbeeld tot de onderhandelaars van de Frontpartij die met Camille Huysmans een bestuursakkoord in Antwerpen wilden sluiten. Uiteindelijk sloot Huysmans echter een akkoord met Frans Van Cauwelaert.
Op 10 november 1919 werd hij tot lid van de Kamer van volksvertegenwoordigers verkozen in Antwerpen en bleef dit tot in 1921. Bij de parlementsverkiezingen van 1921 stelde hij zich opnieuw kandidaat, ditmaal in Brugge, maar werd tien dagen daarvoor, op 10 november 1921, gearresteerd op beschuldiging van samenwerking met de Duitsers en aansporing tot defaitisme. Het proces, waarbij Debeuckelaere werd verdedigd door Hendrik Picard en Edmond Van Dieren, eindigde op 24 augustus 1922 met een vrijspraak.
Hij had ondertussen aan de Katholieke Universiteit Leuven het diploma van doctor in de rechten behaald en in 1925 werd hij provincieraadslid voor Oost-Vlaanderen, wat hij bleef tot in 1929. Bij de verkiezingen van 1929 werd hij voor het arrondissement Aalst tot volksvertegenwoordiger verkozen voor de Vlaams-nationalisten en bleef dit tot in 1932. Bij de stembusgang van 1939 werd hij op de VNV-kieslijst verkozen tot provinciaal senator voor de provincie Oost-Vlaanderen, een functie die hij behield tot in 1946.

### De Tweede Wereldoorlog
Toen in mei 1940 de nazi's België binnenvielen was Debeuckelaere het enige Vlaams-nationalistische parlementslid dat de Belgische regering Pierlot IV naar Frankrijk volgde. In de parlementaire bijeenkomst in Limoges, stemde hij mee de motie tegen de overgave van het Belgisch leger. Om die reden werd hij uit het IJzerbedevaartcomité gezet, dat dit beschouwde als een pleidooi tot voortzetting van de oorlog met de geallieerden en het opofferen van Vlaams bloed voor vreemde belangen. Debeuckelaere had dan ook geen deel aan de ommezwaai naar de collaboratie met de bezetter, die door het VNV en een groot deel van de Vlaams-nationalisten werd genomen.
Bij de bevrijding, in september 1944, werd hij geïnterneerd, maar op 24 december 1944 zonder meer vrijgelaten. Na de oorlog oefende hij geen directe politieke activiteit meer uit, maar Debeuckelaere bleef actief in de beweging voor amnestie en in de organisatie van de IJzerbedevaarten. Van 1952 tot 1971 was hij ondervoorzitter van het IJzerbedevaartcomité. Vanaf 1958 was hij voorzitter van een amnestiecomité.
Hij werd actief in het zakenleven, meer bepaald in de spaarbank Eural Groep, waarvan hij van 1963 tot 1968 voorzitter was.